# Asaccus andersoni
Asaccus andersoni es una especie de reptiles escamosos pertenecientes a la familia Phyllodactylidae.

## Distribución geográfica
Es endémica de la provincia de Ilam al oeste de Irán.